# Geovany Quenda
Geovany Tcherno Quenda (* 30. April 2007 in Bissau) ist ein portugiesischer Fußballspieler.

## Karriere

### Verein
Im Sommer 2019 wechselte der damals zwölfjährige Quenda zur Jugendabteilung von Sporting Lissabon. Zur Saison 2024/25 rückte der 17-Jährige fest in den Kader der Profimannschaft des Vereins auf und konnte sich dort nach seinem Debüt in der Primeira Liga am ersten Spieltag gegen Rio Ave in der Hinrunde direkt als Stammspieler durchsetzen. Am Ende der Spielzeit gewann er mit der Mannschaft die portugiesische Meisterschaft und den Pokal.

### Nationalmannschaft
Quenda nahm 2024 mit der portugiesischen U17-Nationalmannschaft als Stammspieler an der U17-Europameisterschaft teil und wurde mit dem Team nach einer Finalniederlage gegen Italien Vize-Europameister. Im August 2024 berief Nationaltrainer Roberto Martínez den 17-Jährigen erstmals in den Kader der portugiesischen A-Nationalmannschaft, in der Quenda bislang jedoch nicht zum Einsatz kam. Seit Oktober 2024 gehört er zudem der U21-Auswahl an. Mit dieser nahm er 2025 an der U21-Europameisterschaft teil, bei der Quenda in vier Spielen drei Tore gelangen, ehe die Mannschaft im Viertelfinale gegen die Niederlande ausschied.